# Skorochów
Skorochów [ɕɛst.ʃɛχɔˈvʲiʦɛ] (deutsch Kohlsdorf) ist ein Dorf in der Stadt- und Landgemeinde Nysa (Neisse) im Powiat Nyski der Woiwodschaft Opole in Polen.

## Geographie

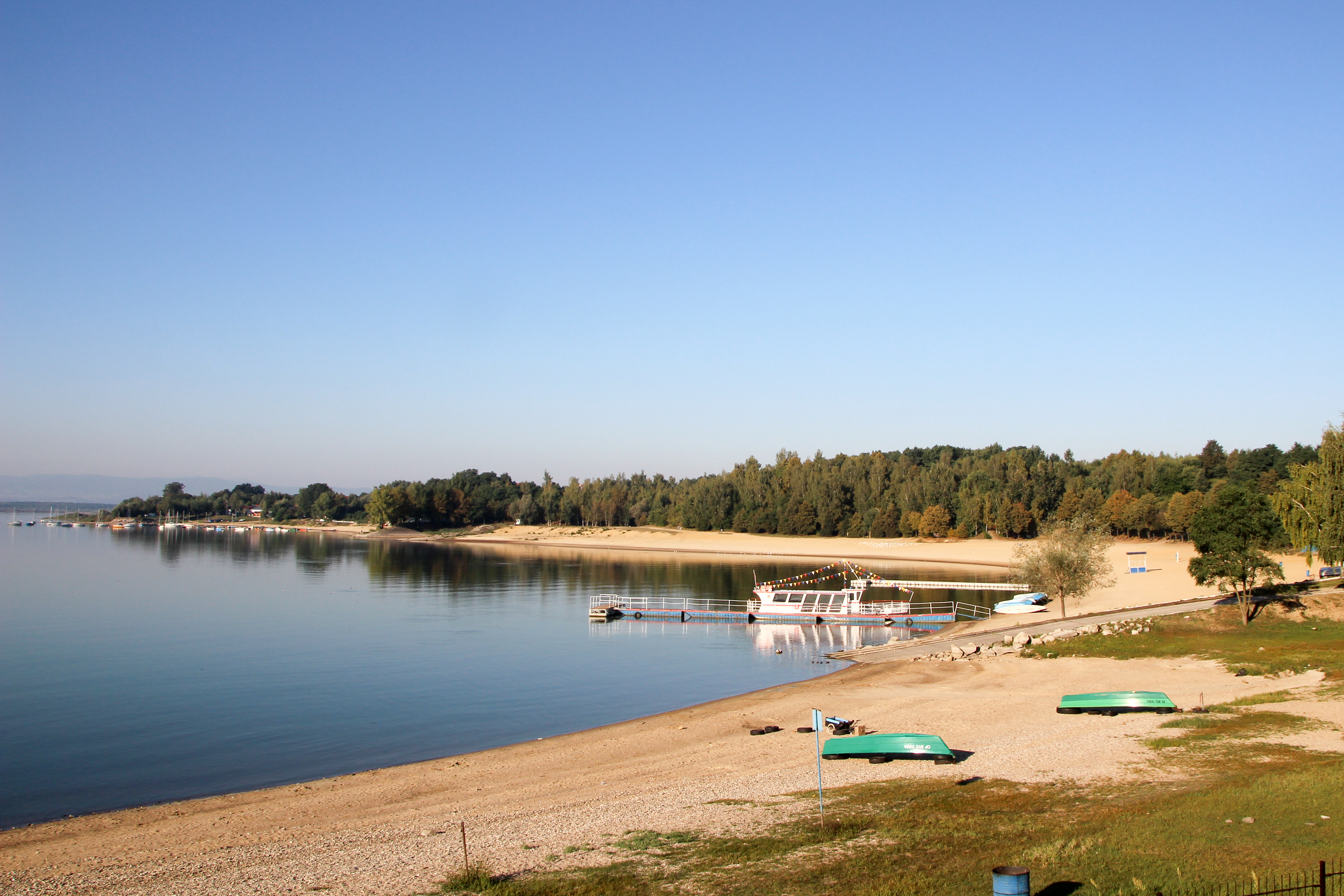
Neisser Stausee bei Skorochów

Das Straßendorf Skorochów liegt im Südwesten der Region Oberschlesien, etwa zwei Kilometer östlich von Nysa und etwa 62 Kilometer südwestlich von Opole (Oppeln) in der Nizina Śląska am Nordufer des Jezioro Nyskie (Neisser Stausee).
Nachbarorte von Skorochów sind im Nordosten Jędrzychów (Nysa) (Heidersdorf), im Osten Nysa (Neisse) und im Südwesten Głębinów (Glumpenau).

## Geschichte
Kohlsdorf gehörte zum geistlichen Fürstentum Neisse, das 1810 säkularisiert wurde. Danach wurde es dem Landkreis Neisse eingegliedert, mit dem es bis 1945 verbunden blieb. 1829 wurde der Ort durch ein Hochwasser der Glatzer Neiße zerstört.
Als Folge des Zweiten Weltkriegs fiel Kohlsdorf 1945 mit fast ganz Schlesien 1945 an Polen. Nachfolgend wurde es in Skorochów umbenannt. Die einheimische deutsche Bevölkerung wurde, soweit sie nicht vorher geflohen war, vertrieben. Die neu angesiedelten Bewohner waren teilweise Zwangsumgesiedelte aus Ostpolen, das an die Sowjetunion gefallen war.
1946 bis 1950 gehörte Skorochów zur Woiwodschaft Breslau. 1971 wurde die Nysa Kłodzka (Glatzer Neiße) im 22 km² großen Neisser Stausee aufgestaut. Seit 1999 gehört es zum Powiat Nyski.